# Michael Teuber (Rechtsgelehrter)

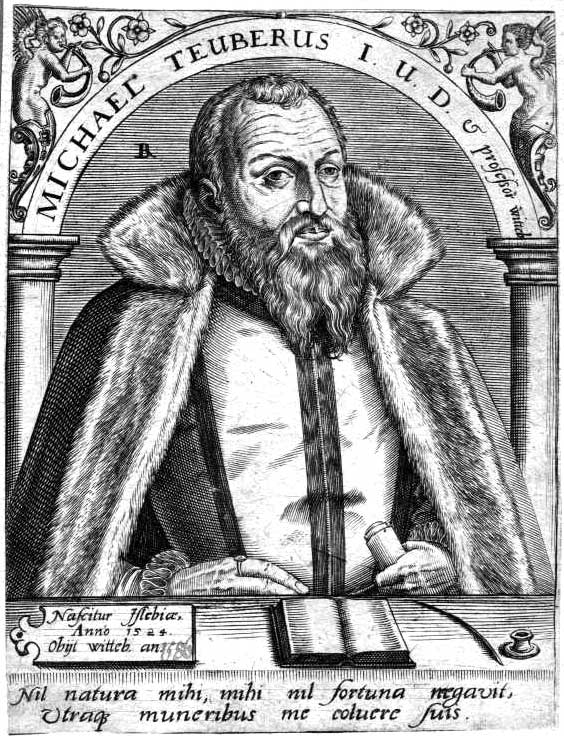
Michel Teuber

Michael Teuber, auch: Teuffel, Teubner, Theuber (* 15. August 1524 in Eisleben; † 15. September 1586 in Wittenberg) war ein deutscher Rechtsgelehrter.

## Leben
Teuber immatrikulierte sich im Sommersemester 1537 an der Universität Wittenberg, nach einem Wechsel an die Universität Ingolstadt, kehrte er an die Wittenberger Universität zurück, wo er 1544 den akademischen Grad eines Magisters an der philosophischen Fakultät erwarb. Im Anschluss daran nahm er an der juristischen Fakultät bei Hieronymus Schurff und Konrad Mauser ein Studium auf und promovierte 13. Januar 1550 zum Doktor der Rechte.
Daraufhin wurde er als Professor des Kodex an der juristischen Fakultät aufgenommen und wurde damit am 28. Juli 1550 Assessor am Wittenberger Hofgericht. Bald findet man ihn als Kanzler des Bischofs von Cammin. So war er auch als Berater und Gesandter in Braunschweig, Mecklenburg, Pommern und Aschersleben tätig, wo er als Geheimrat wirkte.
1565 kehrte er nach Wittenberg zurück, übernahm die zweite Professur an der juristischen Fakultät und las über die Dekretalen. Er verfasste Rechtsschriften über die Prozessordnung und orientierte sich in der Lehrmethode an Schurff. In dessen Gedächtnisrede wendete er sich scharf gegen diejenigen, die eine neue Form der Lehre vom Recht zeigen wollten.
Teuber beteiligte sich auch an den organisatorischen Aufgaben der Universität. So war er im Wintersemester 1553/54 sowie im Sommersemester 1554 Dekan der juristischen Fakultät und übernahm im Wintersemester 1565 sowie im Sommersemester 1576 und 1583 das Rektorat der Alma Mater. Aus seiner Ehe mit Euphrosyne († 6. Juli 1586), einer Tochter Benedikt Paulis, sind die Söhne Benedikt, Michael und Andreas († 23. Juni 1584 23-jährig) bekannt. Für seine Verdienste wurde ihm vom Kurfürsten August von Sachsen das Rittergut Hemsendorf im Amt Schweinitz verliehen. 1589 wurde der kursächsische Hofrat Andreas Rauchbar von Kurfürst Christian I. von Sachsen mit diesem Gut belehnt. Rauchbar hatte Teubers Tochter Euphrosina am 15. Februar 1585 in Wittenberg geheiratet, die nach dem Tod ihres Vaters das Gut Hemsendorf geerbt hatte. Eine zweite Tochter Katharina hatte Franz Zülsdorff geheiratet und war am 10. August 1581 in Wittenberg gestorben. Auch ist die Tochter Anna (* 1563; † 28. Februar 1579) bekannt.

## Werke
- De modo docendi, discendi & exercendi jura. 1605
- Resolutio qvinqvaginta qvaestionum. Frankfurt 1599
- Erklärung, was bey Anstellung und Vollführung der Processe, vornehmlich am Cammer-Gerichte, in acht zu nehmen. In einem Sammelband, Leipzig 1598
- Orationes de Arcadio & Honorio. Wittenberg 1572